# Exército Patriótico do Sudão do Sul
O Exército Patriótico do Sudão do Sul (em inglês:  South Sudan Patriotic Army, SSPA abreviado) é uma milícia rebelde do Sudão do Sul que participa na Guerra Civil do Sudão do Sul e serve como ala militar do Movimento Patriótico do Sudão do Sul de Costello Garang Ring. Bem armado e relativamente numeroso, o SSPA opera principalmente no norte de Bar-El-Gazal e é considerado um dos mais poderosos grupos rebeldes no Sudão do Sul.

## História

### Origens
O Exército Patriótico do Sudão do Sul foi fundado pelo brigadeiro general Agany Abdel Bagi Ayii Akol no norte de Bar-El-Gazal em algum momento entre o início de 2016 e abril de 2017. Desde a sua primeira aparição, o SSPA possuía equipamentos que eram estranhamente sofisticados para um novo grupo rebelde, incluindo uniformes, technicals, metralhadoras PK, RPGs e fuzis Kalashnikov. Observadores nacionais e internacionais observaram que isso pode sugerir um poderoso patrocinador que apoia o grupo.
Assim, tem havido muita especulação sobre possíveis ligações entre o SSPA e vários homens fortes do Sudão do Sul. Um site de notícias argumentou que a milícia poderia ser uma organização de fachada de Paul Malong Awan, o ex-chefe do Estado Maior do Exército Popular de Libertação do Sudão, quando o surgimento da SSPA coincidiu com a chegada do exército particular de Malong, Mathiang Anyoor, no Estado Aueil. Além disso, numerosos seguidores suspeitos de Malong são conhecidos por terem se juntado ao SSPA. Por outro lado, a milícia compartilha o seu nome com o Movimento Patriótico do Sudão do Sul (SSPM) do político de oposição Costello Garang Ring. Embora inicialmente tenha sido negado que Garang tivesse alguma ligação com a SSPA, o porta-voz da milícia Deng Mareng Deng eventualmente revelou Garang como líder político da SSPA.

### Operações
A base inicial do SSPA supostamente era Meram em Aueil, de onde começou a atacar as posições do Exército Popular de Libertação do Sudão em Rumaker no final de abril de 2017. Em junho, a milícia afirmou ter capturado as cidades de Malek Gumel e Warguet, e anunciou os seus planos para conquistar Malualkon, cidade natal de Paul Malong Awan, perto de Aueil. O governo negou oficialmente a queda de qualquer cidade aos rebeldes, enquanto um policia local confirmou que Malek Gumel havia sido conquistado pela SSPA, embora Warguet permanecesse sob controle do Exército Popular de Libertação do Sudão. O SSPA também alegou ter capturado grandes quantidades de armamentos e outros equipamentos durante os combates nas duas cidades. Em agosto de 2017, o SSPA tinha perdido Malek Gumel, no entanto, e lançou outro ataque, assim como contra Majak Wei. Estes assaltos foram repelidos pelos militares do governo.
Em setembro, o SSPA afirmou ter iniciado conversas com outras facções rebeldes para coordenar as suas acções militares. Agany Abdel Bagi Ayii Akol afirmou que os insurgentes formariam uma aliança que incluiria o SSPA, juntamente com as forças leais a Riek Machar, Lam Akol, Thomas Cirillo, Joseph Bangasi Bakosoro e John Uliny. Este último, no entanto, negou que houvesse conversas com o SSPA.
Em outubro de 2017, o SSPA foi considerado uma das maiores ameaças ao governo do Sudão do Sul, tendo obtido "ganhos militares significativos" naquele momento. Apesar disso, o porta-voz da milícia Brig. Gen. Deng Mareng Deng desertou para o governo no final de outubro, citando a sua decepção na direcção política de Costello Garang Ring como razão. Em janeiro e fevereiro de 2018, no entanto, vários seguidores de Malong se juntaram ao SSPA ao lado das suas milícias pessoais. Entre eles estavam Kuol Athuai Hal, Manut Yel Lual e Baak Bol Baak.
Em 25 de agosto de 2018, o Brig. Gen. Agany declarou-se "líder interino" de todo o Movimento Patriótico do Sudão do Sul, efectivamente destituindo Costello Garang Ring como chefe do partido. Ele alegou que ele havia sido eleito pelas outras figuras importantes do SSPM/A depois que Costello não conseguiu manter o seu compromisso com as negociações de paz em curso em Cartum entre o governo e várias facções rebeldes. O general disse que, consequentemente, entrou nas conversações de paz e poderia "tranquilizar o público de que não há nenhum problema". Costello respondeu afirmando que apoiava totalmente o processo de paz, e Agany não tinha "autoridade" para substituí-lo de qualquer maneira. A disputa continuou até 4 de setembro, quando outro comandante do SSPA anunciou que Agany e Costello haviam-se reconciliado, com o último tendo concordado em "resolver algumas questões administrativas". Mais tarde, esclareceu-se que os desacordos entre os dois seriam resolvidos por um comité de mediação formado pelo Movimento Patriótico do Sudão do Sul e líderes tribais.

## Organização
O fundador e líder militar do SSPA é o brigadeiro general Agany Abdel Bagi Ayii Akol, dos dincas e filho do líder tribal Abdel Bagi Ayii Akol. Agany serviu como oficial no Exército Popular de Libertação do Sudão antes de se juntar à rebelião de Peter Gadet contra o governo do Sudão do Sul em 2016. O Brig. Gen. Deng Mareng Deng serviu como porta-voz do grupo até à sua deserção em outubro de 2017. O general Hussein Abdel-Bagi Akol é outro comandante sénior.
A milícia afirma ter 15 mil combatentes sob o seu comando e é dividida em várias sub-unidades, sendo uma delas a brigada Dot Baai (Salva a Pátria). As suas forças consistem principalmente de dincas, mas supostamente conseguiram atrair combatentes de outros grupos étnicos também.